# Pasión de Škofja Loka
La Pasión de Škofja Loka, con el nombre latino Processio locopolitana, es la obra más antigua en Eslovenia que, en el tiempo de Pascua, muestra el sufrimiento de Cristo y otros motivos de Antiguo y Nuevo Testamento en el centro antiguo de la ciudad de Škofja Loka.

## Škofja Loka
Škofja Loka es una ciudad vieja cerca de la capital eslovena, Liubliana. Su nombre literalmente significa prado de obispo. La historia de Škofja Loka comenzó en el año 973 cuando el emperador Oton II asignó el territorio a la pelea a obispo Abraham.
Škofja Loka fue mencionada por primera vez como localidad en 1248 y como ciudad en 1278. En los siglos XI y XII los obispos construyeron La alta torre románica y  un castillo. Las escrituras indican que Škofja Loka estaba amurallada con cinco torres de defensa y cinco puertas. Tenía autonomía urbana.
En el año 1457 Jan Vitovec atacó la ciudad y la quemó. Él fue el general de condes de Celje. En el año 4276 los turcos atacaron la ciudad. En aquellos tiempos había en la ciudad varias veces la peste. En el año 1511 un terremoto destruyó la ciudad. El obispo Filip restauró la ciudad y algunos edificios todavía existen. En la Edad Media fueron muy desarrollados en la ciudad artes y comercio. Había muchos herreros, zapateros, panaderos y otros artesanos. En aquel tiempo fue creada La Pasión de Škofja Loka

## La Pasión
La Pasión fue escrita por padre Ramuald de Standrez cerca Gorica (1676 - 1748), quien era monje esloveno capuchino. En los años entre 1715 - 1727 trabajó en Škofja Loka como predicador y el líder de la procesión. Para las necesidades de la procesión  escribió un texto que en el siglo XX recibió el nombre de Pasión de Škofja Loka. El código manuscrito, en el que se encuentra el texto preservado, fue escrito entre 1725 y 1727, pero el texto original fue escrito alrededor o poco después del año 1715. La Pasión se considera como el texto dramático más antiguo en el idioma esloveno con posdatas en latino y alemán idiomas. Es un libro de corte más antiguo y el único del periodo barroco. El texto está escrito en monólogos, en forma de versos, organizado en 13 imágenes. Consiste en 869 versos en dialecto. El código manuscrito se almacena en el monasterio capuchino en Škofja Loka.
La primera aparición  de pasión fue implementada como una procesión de penitencia el Viernes Santo en el 11 de abril  de 1721. Los capuchinos, creyentes y el estado contribuyeron dinero para el evento. Se realizaba hasta 1751. Por razones financieras el arzobispo desde Gorica lo abolió en el año 1768. Después de dos siglos pasión fue puesto de nuevo en escena en el año 1936 en la exposición de artes e industriales en el patio de la escuela en Škofja Loka.
La Pasión fue representada en su diseño original (la representación por las calles de la ciudad) en el año 1999. La última representación fue en año 2015, la próxima está prevista para el año 2021.

## Prepraraciones
Preparación para representaciones teatrales de pasión comienzan muchos meses antes de la representación. En eso participa alrededor de 900 actores aficionados de todas generaciones y más de 400 voluntarios.